# ITunes Originals – R.E.M.
iTunes Originals – R.E.M. és un àlbum d'entrevistes i música original i enregistrada prèviament de la banda estatunidenca de rock alternatiu R.E.M.. Es va publicar el 28 de desembre de 2004 per tal de promocionar l'àlbum d'estudi Around the Sun i la seva gira Around the World Tour. Només estigué disponible per iTunes, tal com havien fet anteriorment amb Vancouver Rehearsal Tapes.
Aquesta col·lecció inclou cançons en directe, temes d’àlbums, un grapat de rareses i entrevistes, cosa que la converteix en una audició convincent per als fans més seriosos.
En aquesta publicació destaca la versió d'estudi de «Permanent Vacation», una cançó creada en la primera època de la banda, prèvia al primer àlbum d'estudi de la banda Murmur (1983), però que no havia vist la llum fins aquell moment. La banda va redescobrir la cançó a principis dels 2000, va tornar a tocar-la en directe, i finalment va decidir incloure-la en aquest treball.

## Llista de cançons
Totes les cançons foren escrites i compostes per Bill Berry, Peter Buck, Mike Mills i Michael Stipe. Tall parlats o que no són cançons, en cursiva. 
| Núm.          | Títol                                                                | Durada |
| ------------- | -------------------------------------------------------------------- | ------ |
| 1.            | «iTunes Originals»                                                   | 0:06   |
| 2.            | «Everybody Hurts»                                                    | 5:20   |
| 3.            | «The Beginning»                                                      | 1:41   |
| 4.            | «Permanent Vacation» (regravada en directe per aquesta compilació)   | 2:27   |
| 5.            | «The Cause and Effect of Pageant»                                    | 2:34   |
| 6.            | «These Days» (regravada en directe per aquesta compilació)           | 3:24   |
| 7.            | «The Biggest College Band in the World»                              | 1:18   |
| 8.            | «Exhuming McCarthy» (regravada en directe per aquesta compilació)    | 3:11   |
| 9.            | «Bubblegum Pop»                                                      | 0:58   |
| 10.           | «Stand»                                                              | 3:13   |
| 11.           | «Reaching Clarity in Lyric Writing»                                  | 1:27   |
| 12.           | «World Leader Pretend»                                               | 4:19   |
| 13.           | «The Biggest Surprise Hit»                                           | 1:01   |
| 14.           | «Losing My Religion»                                                 | 4:29   |
| 15.           | «Monster»                                                            | 0:55   |
| 16.           | «Bang and Blame»                                                     | 5:31   |
| 17.           | «The Dark Horse Favorite Album»                                      | 0:56   |
| 18.           | «E-Bow the Letter»                                                   | 5:24   |
| 19.           | «The Impact of Bill Berry Leaving the Band»                          | 2:15   |
| 20.           | «At My Most Beautiful»                                               | 3:35   |
| 21.           | «A Song That Should Have Been a Hit»                                 | 0:43   |
| 22.           | «I've Been High» (regravada en directe per aquesta compilació)       | 3:24   |
| 23.           | «Coming Full Circle»                                                 | 2:34   |
| 24.           | «Final Straw»                                                        | 4:06   |
| 25.           | «The Two Most Political Songs on the Album»                          | 1:39   |
| 26.           | «I Wanted to Be Wrong» (regravada en directe per aquesta compilació) | 4:46   |
| 27.           | «Inside "The Outsiders»                                              | 1:00   |
| 28.           | «The Outsiders» (regravada en directe per aquesta compilació)        | 4:14   |
| 29.           | «A Profound Love of Music»                                           | 1:10   |
| 30.           | «The Boy in the Well» (regravada en directe per aquesta compilació)  | 5:07   |
| Durada total: | Durada total:                                                        | 82:47  |